# Hrabstwo Lac qui Parle

Piramida wieku hrabstwa

Hrabstwo Lac qui Parle ze stolicą w Madison znajduje się w zachodniej części stanu Minnesota, USA. Według danych z roku 2000 zamieszkuje je 8067 mieszkańców, z czego 98,85% stanowią biali. Nazwa pochodzi od nazwy jeziora Lac qui Parle.

## Warunki naturalne
Hrabstwo zajmuje obszar 2015 km² (778 mi²), z czego 1981 km² (765 mi²) to lądy, a 34 km² (13 mi²) wody. Graniczy z 6 innymi hrabstwami:
- Hrabstwo Big Stone (północ)
- Hrabstwo Swift (północny wschód)
- Hrabstwo Chippewa (wschód)
- Hrabstwo Yellow Medicine (południe)
- Hrabstwo Deuel (południowy zachód)
- Hrabstwo Grant (północny zachód)

### Główne szlaki drogowe
| - U.S. Highway 75 - U.S. Highway 212 - Minnesota State Highway 40 - Minnesota State Highway 119 | - Minnesota State Highway 275 |

## Demografia
Według spisu z 2000 roku hrabstwo zamieszkuje 8067 osób, które tworzą 3316 gospodarstw domowych oraz 2225 rodzin. Gęstość zaludnienia wynosi 4 osób/km². Na terenie hrabstwa jest 3774 budynków mieszkalnych o częstości występowania wynoszącej 2 budynki/km². Hrabstwo zamieszkuje 98,85% ludności białej, 0,16% ludności czarnej, 0,22% rdzennych mieszkańców Ameryki, 0,32% Azjatów, 0.06% ludności innej rasy oraz 0,38% ludności wywodzącej się z dwóch lub więcej ras, 0,26% ludności to Hiszpanie, Latynosi lub inni. Pochodzenia norweskiego jest 44,6% mieszkańców, a 35,2% niemieckiego.
W hrabstwie znajduje się 3316 gospodarstw domowych, w których 27,9% stanowią dzieci poniżej 18. roku życia mieszkający z rodzicami, 59,8% małżeństwa mieszkające wspólnie, 4,1% stanowią samotne matki oraz 32,9% to osoby nie posiadające rodziny. 30,2% wszystkich gospodarstw domowych składa się z jednej osoby oraz 17,9% żyję samotnie i jest powyżej 65. roku życia. Średnia wielkość gospodarstwa domowego wynosi 2,37 osoby, a rodziny 2.96 osoby.
Przedział wiekowy populacji hrabstwa kształtuje się następująco: 24,5% osób poniżej 18. roku życia, 5,7% pomiędzy 18. a 24. rokiem życia, 22,7% pomiędzy 25. a 44. rokiem życia, 23,9% pomiędzy 45. a 64. rokiem życia oraz 23,2% osób powyżej 65. roku życia. Średni wiek populacji wynosi 43 lata. Na każde 100 kobiet przypada 98,6 mężczyzn. Na każde 100 kobiet powyżej 18. roku życia przypada 95,6 mężczyzn.
Średni dochód dla gospodarstwa domowego wynosi 32 626 dolarów, a średni dochód dla rodziny wynosi 41 556 dolarów. Mężczyźni osiągają średni dochód w wysokości 27 939 dolarów, a kobiety 19 681 dolarów. Średni dochód na osobę w hrabstwie wynosi 17 399 dolarów. Około 5,6% rodzin oraz 8,5% ludności żyje poniżej minimum socjalnego, z tego 7,8% poniżej 18 roku życia oraz 9,2% powyżej 65. roku życia.

## Miasta
- Bellingham
- Boyd
- Dawson
- Louisburg
- Madison
- Marietta
- Nassau